# عرة
العَرّة أو النفضة أو التشنج اللاإرادي (بالإنجليزية: Tic)‏ هي حركة مفاجئة متكررة وغير ايقاعية ونمطية، أو هي تشكل مجموعة من العضلات المنفصلة. التشنجات اللاإرادية يمكن تكون غير مرئية للمراقب، مثل التوتر الداخلي أو تأزم اصبع القدم. التشنجات اللاإرادية والعرات الصوتية، على التوالي، هي ومضة العين وتطهير الحلق. اضطرابات الحركة (على سبيل المثال، رقاص، خلل التوتر، رمع عضلي) يجب تمييزها عن التشنجات اللاإرادية. الحالات الأخرى، مثل التوحد واضطرابات الحركة، تشمل أيضا الحركات التي يمكن الخلط بينها وبين العرات (التشنجات اللاإرداية). التشنجات اللاإرادية أيضا يجب أن تميز عن دوافع الوسواس القهري، وحالات فقدان الوعي «سيجر اكتفتي».

## الوصف والتصنيف
تصنف التشنجات اللاإرادية كما يلي، حركي مقابل صوتي ومعقدة مقابل بسيطة.
التشنجات اللاإرادية الحركية هي التشنجات اللاإرادية التي تؤثر على حركة مجموعات منفصلة من العضلات.
العرات صوتية هي الأصوات التلقائية التي تنتج من حركة الهواء المار عن طريق الفم أو الأنف، أو الحلق. وقد يشار إليها بالتناوب علي انها التشنجات الفعلية أو التشنجات الصوتية ، ولكن معظم مشخصو الأمراض يفضلون استخدام مصطلح التشنجات الصوتية حتي تعكس الفكرة القائلة بأن الحبال الصوتية لا تشارك في جميع التشنجات اللاإرادية التي تنتج الصوت.
التشنجات اللاإرادية قد تزيد نتيجة التعرض للالإجهاد والتعب والملل، أو العواطف والطاقة العالية الاثر، والتي يمكن أن تشمل المشاعر السلبية، مثل القلق، والعواطف الإيجابية أيضا لها تاثير، كأمثلتها الإثارة أو شوق التوقع. الاسترخاء قد ينجم عنه زيادة في حالات التشنج (على سبيل المثال، مشاهدة التلفزيون أو استخدام الكمبيوتر)، في حين أن التركيز على نشاط الانتباه غالبا ما يؤدي إلى انخفاض في العرات والتشنجات. الكاتب وطبيب الأعصاب أوليفر ساكسقد وصف طبيباً يعاني من متلازمة توريت حادة (مورت دوران الكندي، العضو المنتدب، الطيار وجراح في الحياة الحقيقية، وعلى الرغم من استخدام اسم مستعار في الكتاب)، فإن هذه التشنجات اللاإرادية سكنت بالكامل تقريبا بينما كان يجري العملية الجراحية.
مباشرة قبل بداية العرة، معظم الأفراد على علم بوجود دافع  وهذا مشابه للرغبة في التثاؤب، العطاس، وميض العين، أو حك الجلد عن الشعور بالحكة. الأفراد يصورون الحاجة إلى التشنج علي انها تراكم التوتر  الذي يرغبون وهم واعون التخلي عنه، وكأنهم «يجب عليهم فعل ذلك». ومن أمثلة هذه الدوافع الأولية هي الشعور بوجود شيء في الحلق أو وجود إزعاج في الكتفين، مما أدى بالضرورة الي الرغبة في تنظيف الحلق أو هز الكتفين. قد يكون الشعور بالتشنجات الفعلية كما لو كان كهدوء هذا التوتر أو الشعور، وهذا اشبه بحك الجلد عند الشعور بالحكة. وهناك مثال آخر ألا وهو الوميض للتخفيف إحساس عدم الارتياح في العين.
التشنجات اللاإرادية توصف بأنها شبه إرادية أو لاإرادية، '  لأنها ليست إلزامية تماماً - ولذا فإنها قد تكون عُرِفَت علي انها استجابة طوعية إلى الرغبة الأولية الغير المرغوب فيها. ومن الجوانب الفريدة للالتشنجات اللاإرادية، القريبة إلى اضطرابات الحركة الأخرى، هو أنها قابلة للقمع بعد مقاومتها؛  وهي قد عُرِفَت علي أنها رغبة مُلِحة لا يمكن مقاومتها وفي النهاية يجب التعبير عنها. بعض الناس الذين يعانون من عرات قد لا يكون لديهم وعي بالدوافع الأولية المُلِحة. قد يكون الأطفال أقل وعيا من البالغين بالدوافع الأولية المُلِحة المرتبطة بالعرات، لكن مع النضج وعيهم يتجه نحو الزيادة.

### العرات البسيطة
العرات الحركية البسيطة عادة ما تكون مفاجئة، قصيرة، وعلي هيئة حركات لا معني لها وعادة ما ترتبط بمجموعة واحده من العضلات، مثل الوميض، ورعشة الرأس أو هز الكتف. العرات الحركية يمكن أن تكون من مجموعة لا نهائية ويمكن أن تشمل حركات مثل التصفيق، مد والرقبة، وحركات الفم والرأس وهز الذراع أو الساق، وتكشير الوجه.
العرة الصوتية البسيطة تكاد تكون أي صوت أو ضجيج، مع وجود عرات صوتية شائعة كتطهير الحلق، والاستنشاق، أو الشخير.

### العرات المعقدة
العرات الحركية المعقدة وعادة ما تكون أكثر ظهورا بشكل مقصود، وتظهر بشكل طبيعي أكثر. ويمكن أن تنطوي تحت مجموعة من الحركات وتظهر بشكل منسق. أمثلة من العرات الحركية المعقدة هي سحب الملابس، ولمس الناس، ولمس الأشياء، وأداء صدوي وأداء حركات محرمة أو فاحشة بطريقه لاإرادية.
العرات الصوتية المعقدة قد تقع في سلاسل متنوعة (فئات)، بما في ذلك لفظ صدوي (تكرار كلمات تحدث بها للتو شخص آخر)، لجلجة (تكرار الكلمات التي تحدث بها نفس الشخص سابقا)، تكرار المقروء (تكرار كلمات بعد قراءتها) والبذاء (الكلام العفوي أو مبغوض اجتماعيا أو الكلمات والعبارات المحرمة). البذاء هو عرض من أعراض حظيت بتغطية إعلامية مكثفة من متلازمة توريت؛، فقط حوالي 10 ٪ من الملخص المعرض. يظهر البذاء
ونادرا ما تشاهد العرات المعقدة في حالة غياب العرات البسيطة. التشنجات اللاإرادية «قد تكون صعبة في تمييزها عن الدوافع»،  كما في حالة الصراخ (الصياح القهري).

## اضطرابات التشنج
اضطرابات التشنج تحدث على امتداد السلسلة، التي تتراوح بين خفيفة إلى أكثر شدة، وتصنف وفقا للمدة والشدة (عرات عابرة، العرات المزمنة، أو متلازمة توريت). متلازمة توريت هو التعبير الأكثر شدة لسلسلة اضطرابات التشنج، والتي يعتقد أنها تعود إلى ضعف الوراثة نفسها. ومع ذلك، فإن معظم حالات متلازمة توريت ليست شديدة. علاج سلسلة اضطرابات العرة مشابه للعلاج متلازمة توريت.

## اختلاف التشخيصات
خلل التوتر، والرقاص والأمراض الوراثية الأخرى، والأسباب الثانوية من التشنجات اللاإرادية ينبغي أن تستبعد في التشخيص التفريقي.  الظروف التي بجانب متلازمة توريت قد توضح عرات أو حركات نمطية تشمل علي الإضاطرابات التزايدية، اضطرابات سلسلة التوحد،  لإضطرابات الحركة النمطية؛  رقاص سيدنهام؛ خلل التوتر مجهول السبب، والأمراض الوراثية مثل مرض هنتنغتون، نيورواسانثوسيتوسيس (مشاكل عصبية)، هالرفوردن - سباتز متلازمة دوشين ضمور العضلات، داء ويلسون، والتصلب الجلدي. وهناك إمكانيات أخرى تشمل الاضطرابات الصبغية مثل متلازمة داون، متلازمة كلاينفلتر، ومتلازمة XYY وهشة متلازمة العاشر. الأسباب المكتسبة للعرات تشمل المخدرات الناجمة عن التشنجات اللاإرادية، صدمات الرأس، التهاب الدماغ السكتة الدماغية، والتسمم بأول أكسيد الكربون. معظم هذه الشروط هي أندر من اضطرابات التشنج، واستخدام السجل والفحص قد يكون كافيا للحكم بإقصائها، وهذا بدون فحوص طبية.
على الرغم من أن اضطرابات التشنج تعتبر عادة أعراض مرحلة الطفولة، والعرات أحيانا تزيد خلال مرحلة البلوغ؛ عرات بداية البلوغ غالبا ما يكون لها أسباب ثانوية  عادةً هذه التشنجات اللاإرادية التي تبدأ بعد سن ال 18 لا تعتبر أعراض متلازمة توريت.
الاختبارات قد تكون ضرورية لاستبعاد الشروط الأخرى: على سبيل المثال، عند تشخيص الالتباس بين العرات ونشاط سيجر، قد يكون التخطيط الدماغي مطلوب، أو أعراض قد تشير إلى أن هناك حاجة إلى التصوير بالرنين المغناطيسي لاستبعاد شذوذ الدماغ. قياس مستويات الهرمون يمكن أن يكون لإقصاء احتمال الغدة الدرقية، والذي يمكن أن يكون مسبباً للتشنجات اللاإرادية. دراسات تصوير الدماغ عادة ما تكون غير مضمونة اومبررة. المراهقين والبالغين يتعرضون لظهور العرات المفاجئ وغيرها من الأعراض السلوكية لذلك فإن اختبارات البول لكشف المخدرات والكوكايين والمنشطات قد تكون مطلوبة. إذا كان السجل العائلي لمرض الكبد قد تم تقديمه، ومصل النحاس ومستويات السيرولوبلازمين من الممكن ان تُقصي داء ويلسون. معظم المسببات خفيفة.
التشنجات اللاإرادية يجب أن يفرق بينها وبين التحزم. على سبيل المثال، التشنجات الصغيرة في الجفن العلوي أو السفلي، ليست تشنجات لاإرادية، لأنها لا تنطوي على العضلات كلها. وهي تشنجات تحدث في القليل من حزم ألياف العضلات، والتي يمكن للمرء أن يشعر بها ولكن بالكاد يمكن ملاحظتها ورؤيتها.

## روابط خارجية
- أسود، كيفن جيه متلازمة توريت واضطرابات التشنج الأخرى.
- Evidente، غ. «هل هي من التشنج أو توريت؟ أدلة بسيطة للتمييز بين من أكثر الاضطرابات عرة معقدة.» دراسات عليا الطب أون لاين. أكتوبر 2000 108:5.
- Swerdlow، العدد. «متلازمة توريت: الخلافات الحالية والمناظر الطبيعية ساحة المعركة». بالعملة تقييم Neurosci Neurol. 2005، 5:329-331. PIMD 16131414

تصنيف متلازمة توريت لجنة الدراسات. «التعاريف وتصنيف الاضطرابات عرة». القوس. Neurol. 50 (10): 1013-6. ببمد: 8215958. اخر تعديل في 2009-05-03.